# Presunto innocente (serie televisiva)
Presunto innocente (Presumed Innocent) è una serie televisiva statunitense creata da David E. Kelley e trasmessa su Apple TV+ dal 2024.
È un adattamento dell'omonimo romanzo di Scott Turow, il secondo dopo il film del 1990 con protagonista Harrison Ford.
Originariamente presentata come una miniserie, la serie è stata rinnovata per una seconda stagione nel luglio 2024.

## Trama
Il procuratore distrettuale Rusty Sabich di Chicago si trova sospettato dell'omicidio di una sua collega e amante.

Il lungo processo che ne deriva si svolge tra drammi umani e continui colpi di scena.

## Episodi
| Stagione       | Episodi | Prima TV USA | Prima TV Italia |
| -------------- | ------- | ------------ | --------------- |
| Prima stagione | 8       | 2024         | 2024            |

## Personaggi e interpreti

### Principali
- Rusty Sabich (stagione 1), interpretato da Jake Gyllenhaal e doppiato da Stefano Crescentini.
- Barbara Sabich (stagione 1), interpretata da Ruth Negga e doppiata da Guendalina Ward.
- Raymond Horgan (stagione 1), interpretato da Bill Camp e doppiato da Gerolamo Alchieri.
- Nico Della Guardia (stagione 1), interpretato da O. T. Fagbenle e doppiato da Gabriele Sabatini.
- Jaden Sabich (stagione 1), interpretata da Chase Infiniti e doppiata da Veronica Benassi.
- Lorraine Horgan (stagione 1), interpretata da Elizabeth Marvel.
- Alana Rodriguez (stagione 1), interpretata da Nana Mensah e doppiata da Roberta De Roberto.
- Carolyn Polhemus (stagione 1), interpretata da Renate Reinsve e doppiata da Valentina Favazza.
- Tommy Molto (stagione 1), interpretato da Peter Sarsgaard e doppiato da Alessandro Quarta.
- Kyle Sabich (stagione 1), interpretato da Kingston Rumi Southwick e doppiato da Emanuele Suarez.

### Ricorrenti
- Liz Rush (stagione 1), interpretato da Lily Rabe.
- Herbert Kumagai (stagione 1), interpretato da James Hiroyuki Liao e doppiato da Emiliano Coltorti.
- Eugenia (stagione 1), interpretata da Virginia Kull e doppiata da Valentina Mari.
- Dalton Caldwell (stagione 1), interpretato da Matthew Alan.
- Michael Caldwell (stagione 1), interpretato da Tate Birchmore e doppiato da Valeriano Corini.
- Giudice Lyttle (stagione 1), interpretata da Noma Dumezweni e doppiata da Emanuela Baroni.
- Mya Winslow (stagione 1), interpretata da Gabby Beans e doppiata da Eva Padoan.

## Distribuzione
La prima stagione della serie è stata interamente presentata in anteprima al Tribeca Film Festival il 9 giugno 2024. È poi stata trasmessa, in contemporanea in Italia e negli Stati Uniti, dal 12 giugno al 24 luglio 2024 su base settimanale da Apple TV+, ad eccezione delle prime due puntate, distribuite assieme.